# Anna Smashnova
Anna Smashnova (Pistolesi ou Smashnova-Pistolesi, sobrenomes que usou quando casada, Minsque, 16 de julho de 1976) é uma ex-tenista profissional de Israel. O seu melhor ranking foi o n.º 15 em singulares pela WTA.

## WTA Títulos (19)

### Simples (19)
| Legenda                   |
| Tier I (0)                |
| Tier II (0)               |
| Tier III (3)              |
| Tier IV and V (9)         |
| Grand Slam Title (0)      |
| WTA Tour Championship (0) |
| ITF Circuito (7)          |

| N.  | Data              | Torneio                 | Piso   | Oponente                 | Placar       |
| 1.  | Julho 11, 1993    | Erlangen, Alemanha      | Saibro | Isabel Cueto             | 6–3 6–1      |
| 2.  | Novembro 23, 1997 | Jafa, Israel            | Duro   | Tzipora Obziler          | 6–3 6–2      |
| 3.  | Abril 12, 1998    | Atenas, Grécia          | Saibro | Rita Kuti-Kis            | 1–6 6–2 6–2  |
| 4.  | Maio 17, 1998     | Porto, Portugal         | Saibro | Alexia Dechaume-Balleret | 6–2 6–2      |
| 5.  | Outubro 4, 1998   | Santa Clara, EUA        | Duro   | Amy Frazier              | 2–6 6–4 6–2  |
| 6.  | Junho 13, 1999    | Tashkent, Uzbequistão   | Duro   | Laurence Courtois        | 6–3 6–3      |
| 7.  | Outubro 17, 1999  | Largo, EUA              | Duro   | Marissa Irvin            | 7–6 6–1      |
| 8.  | Julho 23, 2000    | Knokke-Heist, Bélgica   | Saibro | Dominique van Roost      | 6–2 7–5      |
| 9.  | Janeiro 6, 2002   | Auckland, Nova Zelândia | Duro   | Tatiana Panova           | 6–2 6–2      |
| 10. | Janeiro 13, 2002  | Canberra, Austrália     | Duro   | Tamarine Tanasugarn      | 7–5 7–6(7–2) |
| 11. | Junho 16, 2002    | Viena, Austria          | Saibro | Iroda Tulyaganova        | 6–4 6–1      |
| 12. | Setembro 15, 2002 | Shanghai, China         | Duro   | Anna Kournikova          | 6–2 6–3      |
| 13. | Agosto 2, 2003    | Sopot, Polônia          | Saibro | Klára Zakopalová         | 6–2 6–0      |
| 14. | Agosto 10, 2003   | Helsinki, Finlândia     | Saibro | Jelena Kostanić          | 4–6 6–4 6–0  |
| 15. | Maio 22, 2004     | Viena, Austria          | Saibro | Alicia Molik             | 6–2 3–6 6–2  |
| 16. | Julho 17, 2005    | Modena, Itália          | Saibro | Tathiana Garbin          | 6–6 ret.     |
| 17. | Agosto 31, 2005   | Budapest, Hungria       | Saibro | Catalina Castaño         | 6–2 6–2      |
| 18. | Junho 11, 2006    | Prostějov, Rep. Tcheca  | Saibro | Romina Oprandi           | W.O.         |
| 19. | Julho 30, 2006    | Budapest, Hungria       | Saibro | Lourdes Domínguez Lino   | 6–1 6–3      |

## Confrontos vs Tenistas da WTA
Tenistas que foram N. 1 estão em destaque.
- Martina Hingis 0-2
- Dominique Monami 2-0
- Lindsay Davenport 0-4
- Flavia Pennetta 4-0
- / Karina Habšudová 0-2
- / Jelena Dokić 1-3
- Ai Sugiyama 1-3
- Anna Kournikova 2-3
- Jennifer Capriati 0-2
- Arantxa Sánchez Vicario 0-1
- Elena Dementieva 2-1
- Daniela Hantuchová 3–2
- Nadia Petrova 1-1
- Dinara Safina 1–0
- Anastasia Myskina 1–1
- Amélie Mauresmo 1–6
- Kim Clijsters 1-1
- // Monica Seles 0-2
- Nicole Vaidišová 0–1
- Jelena Janković 1–1
- Venus Williams 0–3
- Serena Williams 0-2
- Justine Henin 1-2
- Maria Sharapova 0-2